# 临江站 (中国铁路)
临江站，位于中华人民共和国吉林省白山市临江市，是鸭大铁路上的火车站，建于1947年，由沈阳铁路局管辖。
本站至烟筒沟支线2.4公里处为抚松铁路分叉。

## 車站周邊
- 临江市气象局
- 临江市司法局
- 临江市水利局
- 临江市自然资源局
- 临江市人民法院
- 临江市林业和草原局
- 临江市人力资源和社会保障局
- 临江市工业和信息化局
- 临江市行政审批局
- 临江市医疗保障局
- 临江市财政局
- 临江市公安局
- 临江市民政局
- 临江市档案局
- 临江市食品安全委员会办公室
- 临江市万泰豪亭
- 俪景新城
- 铁路小区
- 幸福家园
- 鸭绿江花园
- 锦江花园
- 东嘉花园
- 宝健木业
- 四保临江烈士陵园
- 临江市抚营建筑材料有限公司
- 临江市医院
- 临江市中医院
- 临江公路口岸
- 临江市第一中学
- 新市小学
- 站前村
- 黎红村

## 歷史
- 建于1947年。

## 外部連結
- 中国铁路客户服务中心（页面存档备份，存于）